# المجلس الوطني للتقييم والاعتماد (الهند)
المجلس الوطني للتقييم والاعتماد (NAAC) هي منظمة تقوم بتقييم واعتماد مؤسسات التعليم العالي في الهند. وهي هيئة مستقلة تمولها لجنة المنح الجامعية التابعة للحكومة الهندية ومقرها في مدينة بنغالور.

## التاريخ
تأسس المجلس الوطني للتقييم والاعتماد في عام 1994 استجابة لتوصيات السياسة الوطنية للتعليم (1986). كانت هذه السياسة هي «معالجة قضايا التدني في جودة التعليم»، ووضع برنامج العمل (POA-1992) خططًا إستراتيجية للسياسات بما في ذلك إنشاء هيئة اعتماد وطنية مستقلة. وبالتالي، تم تأسيس المجلس الوطني للتقييم والاعتماد في عام 1994 ومقرها في بنغالورو.

## التصنيف
مجالس التصنيف والاعتماد تقيم المنشآت التعليمية على ثمان سلالم تصنيفية وهم:
| متوسط النقاط التراكمية | التصنيف | واصف الأداء |
| ---------------------- | ------- | ----------- |
| 3.51 – 4.00            | A++     | معتمدة      |
| 3.26 – 3.50            | A+      | معتمدة      |
| 3.01 – 3.25            | A       | معتمدة      |
| 2.76 – 3.00            | B++     | معتمدة      |
| 2.51 – 2.75            | B+      | معتمدة      |
| 2.01 – 2.50            | B       | معتمدة      |
| 1.51 – 2.00            | C       | معتمدة      |
| ≤ 1.50                 | D       | ليست معتمدة |

## الإعتمادات
في تاريخ 2 نوفمبر 2018، تم اعتماد 568 جامعة و 1816 كلية من قبل NAAC. من بينها، حصلت 1865 منشأة تعليمية (206 جامعة، 1650 كلية) على التصنيف (A)

## روابط خارجية
- الموقع الرسمي